# Acridocarpus camerunensis
Acridocarpus camerunensis är en tvåhjärtbladig växtart som beskrevs av Franz Josef Niedenzu. Acridocarpus camerunensis ingår i släktet Acridocarpus och familjen Malpighiaceae. Inga underarter finns listade i Catalogue of Life.